# Љерка Кервина-Хамовић
Љерка Кервина-Хамовић (Завидовићи, 23. фебруар 1929 — Љубљана, 5. октобар 2016), била је словеначка хемичарка и професорка Биотехничког факултета у Љубљани, хрватског порекла. Била је друга супруга Радета Хамовића, учесника Народноослободилачке борбе, генерал-пуковника ЈНА и народног хероја Југославије.
Љерка Кервина-Хамовић је рођена 23. фебруара 1929. године у Завидовићима. Године 1953. је дипломирала хемију на хемијско-технолошком одељењу Техничког факултета на Универзитету у Загребу. Докторирала је на Универзитету у Београду, двадесет година након тога, 1973. године. Тема њене докторске дисертације је била „Термити Словенског приморја и хемијска заштита од њих”.
Одмах по завршетку основних студија, 1954. године запослила се на Пољопривредном институту у Љубљани, као технички руководилац хемијске фабрике Ведрог у Љубљани. Од 1957. године радила је на Катедри за шумарство Биотехничког факултета у Љубљани, а од 1988. године као редовни професор за патологију и заштиту дрвета. Сарађивала је са више фабрика које су се бавиле производњом хемијских конзерванса.
Године 1984. Заједно са супругом Радетом, преселила се у Љубљану, где је живела до своје смрти 2016. године.

## Видите још
- Раде Хамовић